# Arquidiócesis de Acapulco
La arquidiócesis de Acapulco (en latín: Archidioecesis Acapulcana) es una circunscripción eclesiástica de la Iglesia católica en México. Se trata de una arquidiócesis latina, sede metropolitana de la provincia eclesiástica de Acapulco. Desde el 30 de junio de 2017 su arzobispo es Leopoldo González González.

## Territorio y organización
La arquidiócesis tiene 18 000 km² y extiende su jurisdicción sobre los fieles católicos de rito latino residentes en 24 municipios de la zona costera del estado de Guerrero, correspondiente a las regiones de Costa Grande y Costa Chica: Acapulco, Atoyac de Álvarez, Ayutla de los Libres, Azoyú, Benito Juarez, Coahuayutla de José María Izazaga, Copala, Coyuca de Benítez, Cuajinicuilapa, Cuautepec, Florencio Villarreal, Igualapa, Juchitán, La Unión de Isidoro Montes de Oca, Marquelia, Ometepec, Petatlán, San Luis Acatlán, San Marcos, Tecoanapa, Tecpán de Galeana, Tlacoachistlahuaca, Xochistlahuaca y Zihuatanejo de Azueta.
La sede de la arquidiócesis se encuentra en la ciudad de Acapulco de Juárez, en donde se halla la Catedral de Nuestra Señora de la Soledad.
La arquidiócesis tiene como sufragáneas a las diócesis de: Chilpancingo-Chilapa, Ciudad Altamirano y Tlapa.
En 2020 en la arquidiócesis existían 76 parroquias agrupadas en 12 decanatos.

## Historia
La diócesis de Acapulco fue erigida el 18 de marzo de 1958 con la bula Quo aptiori del papa Pío XII, obteniendo el territorio de la diócesis de Chilapa (hoy diócesis de Chilpancingo-Chilapa). La bula fue ejecutada el 24 de enero de 1959. Originalmente era sufragánea de la arquidiócesis de México.
El 27 de octubre de 1964 cedió una parte de su territorio para la erección de la diócesis de Ciudad Altamirano mediante la bula Populo Dei del papa Pablo VI.
El 10 de febrero de 1983 fue elevada al rango de arquidiócesis metropolitana con la bula Quo maius del papa Juan Pablo II.

## Estadísticas
Según el Anuario Pontificio 2021 la arquidiócesis tenía a fines de 2020 un total de 1 272 180 fieles bautizados.
| Año                                                                             | Población            | Población | Población      | Sacerdotes | Sacerdotes    | Sacerdotes    | Bautizados por sacerdote | Diáconos permanentes | Religiosos | Religiosos | Parroquias |
| Año                                                                             | Bautizados católicos | Total     | % de católicos | Total      | Clero secular | Clero regular | Bautizados por sacerdote | Diáconos permanentes | Varones    | Mujeres    | Parroquias |
| ------------------------------------------------------------------------------- | -------------------- | --------- | -------------- | ---------- | ------------- | ------------- | ------------------------ | -------------------- | ---------- | ---------- | ---------- |
| 1958                                                                            | ?                    | 400 000   | ?              | 36         | 36            |               | ?                        |                      |            |            | 23         |
| 1963                                                                            | 432 000              | 450 000   | 96.0           | 34         | 32            | 2             | 12 705                   |                      | 9          | 126        | 34         |
| 1970                                                                            | 432 000              | 450 000   | 96.0           | 39         | 39            |               | 11 076                   |                      | 9          | 137        | 36         |
| 1976                                                                            | 722 000              | 750 000   | 96.3           | 56         | 48            | 8             | 12 892                   |                      | 19         | 154        | 43         |
| 1980                                                                            | 828 000              | 932 000   | 88.8           | 66         | 56            | 10            | 12 545                   | 6                    | 21         | 150        | 47         |
| 1990                                                                            | 2 620 000            | 3 100 000 | 84.5           | 67         | 57            | 10            | 39 104                   | 12                   | 18         | 127        | 55         |
| 1999                                                                            | 2 730 000            | 2 860 000 | 95.5           | 100        | 84            | 16            | 27 300                   | 16                   | 36         | 217        | 81         |
| 2000                                                                            | 2 740 000            | 3 860 000 | 71.0           | 107        | 91            | 16            | 25 607                   | 15                   | 28         | 200        | 80         |
| 2001                                                                            | 2 795 000            | 3 900 000 | 71.7           | 107        | 89            | 18            | 26 121                   | 16                   | 30         | 200        | 82         |
| 2002                                                                            | 2 836 000            | 3 955 000 | 71.7           | 108        | 90            | 18            | 26 259                   | 20                   | 20         | 204        | 84         |
| 2003                                                                            | 2 860 000            | 3 965 000 | 72.1           | 113        | 95            | 18            | 25 309                   | 20                   | 30         | 183        | 84         |
| 2004                                                                            | 2 865 000            | 3 970 000 | 72.2           | 108        | 89            | 19            | 26 527                   | 20                   | 31         | 171        | 86         |
| 2005                                                                            | 2 908 000            | 4 030 000 | 72.2           | 111        | 92            | 19            | 26 198                   | 20                   | 31         | 140        | 78         |
| 2006                                                                            | 2 940 000            | 4 074 000 | 72.2           | 112        | 89            | 23            | 26 250                   | 19                   | 35         | 140        | 78         |
| 2011                                                                            | 3 049 000            | 4 244 000 | 71.8           | 129        | 107           | 22            | 23 635                   | 22                   | 33         | 150        | 84         |
| 2012                                                                            | 3 074 000            | 4 258 000 | 72.2           | 126        | 106           | 20            | 24 396                   | 21                   | 21         | 187        | 84         |
| 2015                                                                            | 1 252 569            | 1 468 117 | 85.3           | 121        | 105           | 16            | 10 351                   | 16                   | 21         | 105        | 76         |
| 2018                                                                            | 1 272 180            | 1 589 287 | 80.0           | 131        | 111           | 20            | 9711                     | 13                   | 23         | 123        | 76         |
| 2020                                                                            | 1 272 180            | 1 589 287 | 80.0           | 132        | 112           | 20            | 9638                     | 13                   | 26         | 120        | 76         |
| Fuente: Catholic-Hierarchy, que a su vez toma los datos del Anuario Pontificio. |                      |           |                |            |               |               |                          |                      |            |            |            |

## Episcopologio
- José del Pilar Quezada Valdéz † (18 de diciembre de 1958-1 de junio de 1976 retirado)
- Rafael Bello Ruiz † (1 de junio de 1976-8 de mayo de 2001 retirado)
- Felipe Aguirre Franco (8 de mayo de 2001-7 de junio de 2010 retirado)
- Carlos Garfias Merlos (7 de junio de 2010-5 de noviembre de 2016 nombrado arzobispo de Morelia)[6][7]
- Leopoldo González González, desde el 30 de junio de 2017